# Karlskrona stadsdistrikt
Karlskrona stadsdistrikt är ett distrikt i Karlskrona kommun och Blekinge län. 
Distriktet ligger i och omkring Karlskrona och är befolkningsmässigt landskapets såväl som länets största distrikt. 

## Tidigare administrativ tillhörighet
Distriktet inrättades 2016 och utgörs av en del av det område Karlskrona stad omfattade före 1971 i den del som utgjorde staden före 1952.
Området motsvarar den omfattning Karlskrona stadsförsamling hade vid årsskiftet 1999/2000 och fick 1989.